# 埃德蒙德·費茲傑羅號
埃德蒙德·費茲傑羅號（英語：SS Edmund Fitzgerald）是一艘美國大湖貨輪，1975年11月10日沉沒於蘇必利爾湖，總共29人死亡。埃德蒙德·費茲傑羅號於1958年6月8日下水時是北美洲最大的大湖船舶。
埃德蒙德·費茲傑羅號進行鐵礦運輸作業，往來明尼蘇達州杜魯斯至底特律以及其他大湖港口之間。埃德蒙德·費茲傑羅號季節性長途記錄為六次，打破以前的紀錄。船長Peter Pulcer以對講系統播放音樂而聞名，特別是聖克萊爾河和底特律河（休倫湖和伊利湖）。
1975年11月9日下午，船長歐內斯特·M·麥克索利（Ernest M. McSorley）駕駛埃德蒙德·費茲傑羅號從蘇必利爾啟航。在往底特律途中，埃德蒙德·費茲傑羅號與亞瑟·M·安德森號（SS Arthur M. Anderson）會合。到了第二天，兩艘船遭遇嚴重的冬季風暴中，海浪高達35英尺（11）。下午7時10分後，埃德蒙德·費茲傑羅號在加拿大水域迅速沉沒於530英尺（160）深處，距離白魚灣附近城市蘇聖瑪麗約17英里（15海里，27公里）；埃德蒙德·費茲傑羅號下沉之前並未發送任何求救信號。此次船難造成全部29名船員喪生，他們的屍體沒被發現。
許多理論、書籍、研究和探險都曾探討埃德蒙德·費茲傑羅號沉沒的原因。她可能因風暴引起的巨浪遭受結構性破壞，湖水灌入貨艙口或甲板而沉沒。埃德蒙德·費茲傑羅號沉沒事件是在大湖歷史上最著名的災難。